# Paolo Persi
Paolo Persi (Bressanone, 12 agosto 1969) è un attore italiano.

## Biografia
Studia recitazione presso la scuola "La Scaletta", diretta da Giovanni Battista Diotaiuti; inoltre partecipa ad uno stage con Beatrice Kruger e a corsi con Beatrice Bracco e Michael Margotta.
In teatro recita, fra l'altro nei Sei personaggi in cerca d'autore di Luigi Pirandello, in Romeo e Giulietta, e nel Riccardo III, regia di Giuseppe Patroni Griffi. Lavora in alcuni film, tra cui: Abbronzatissimi (1991), regia di Bruno Gaburro, Un giorno, un giorno, una notte (1997), regia di Cosimo Milone, e Donne in bianco (1998), regia di Tonino Pulci. Recita in svariati fotoromanzi per le riviste Lancio e Grand Hotel.
Tra il 2002 e il 2004 interpreta il ruolo di Massimiliano Casorati nella soap opera Vivere, in onda su Canale 5.
Tra gli altri suoi lavori televisivi, ricordiamo: la serie Vento di ponente 2 (2003), la soap opera Incantesimo 9 (2007), in onda su Rai Uno, e il telefilm Mogli a pezzi, regia di Alessandro Benvenuti e Vincenzo Terracciano, in onda nel 2008 su Canale 5. È anche un attore di fotoromanzi della Lancio.

## Filmografia

### Cinema
- I miei primi 40 anni, regia di Carlo Vanzina (1987)
- Abbronzatissimi, regia di Bruno Gaburro (1991)
- Un giorno, un giorno, una notte, regia di Cosimo Milone (1997)
- Donne in bianco, regia di Tonino Pulci (1998)
- Dangerous Beauty, regia di Marshall Herskovitz (1998)
- Un volto tra la folla. Franco Gasparri, appunti, frammenti, ricordi di un... fotoromanzo italiano, regia di Stella Gasparri (2008)

### Televisione
- Vivere, registi vari – soap opera (2002-2004)
- Vento di ponente 2 – serie TV (2003)
- Carabinieri 5 – serie TV (2006)
- Incantesimo 9, registi vari – soap opera (2007)
- Mogli a pezzi, regia di Alessandro Benvenuti e Vincenzo Terracciano – miniserie TV (2008)
- R.I.S. - Delitti imperfetti – serie TV, episodio 5x07 (2009)
- Distretto di polizia – serie TV, episodio 9x24 (2009)
- Caterina e le sue figlie 3 – serie TV (2010)
- Il peccato e la vergogna – serie TV (2010)
- Sangue caldo – serie TV (2011)
- Viso d'angelo, regia di Eros Puglielli – miniserie TV (2011)
- L'onore e il rispetto 3 – serie TV (2012)
- Furore – serie TV (2014)

## Teatro
- Sei personaggi in cerca d'autore, regia di T. Cavosi
- Le donne trackis, regia di T. Pierfederici
- Romeo e Giulietta, regia di R. Silvestri
- Riccardo III, regia di Giuseppe Patroni Griffi
- Passerelle, regia di M. Bellei
- Fiori al plasma di Roberto Biondi, regia di Fabrizio Raggi (2006)
- Ricette d'amore di Cinzia Berni, regia di Pippo Cairelli (2010)

## Pubblicità
- Studio Universal (2008)
- Q8 (2009)